# Allevard
Allevard, tudi Allevard-les-Bains (frankoprovansalsko Alevârd), je naselje in občina v vzhodnem francoskem departmaju Isère regije Rona-Alpe. Leta 2009 je naselje imelo 3.768 prebivalcev.

## Geografija
Kraj leži v pokrajini Daufineji ob gorskem potoku Breda, 40 km severovzhodno od Grenobla. Na ozemlju občine se nahaja zimsko-športno središče Collet d'Allevard.

## Uprava
Allevard je sedež istoimenskega kantona, v katerega so poleg njegove vključene še občine La Chapelle-du-Bard, La Ferrière, Le Moutaret, Pinsot in Saint-Pierre-d'Allevard s 6.304 prebivalci.
Kanton Allevard je sestavni del okrožja Grenoble.

## Zanimivosti
- zdraviliški kompleks s parkom,
- ostanki železniške proge z viaduktom,
- cerkev sv. Marcela iz 19. stoletja.

## Pobratena mesta
- Menaggio (Lombardija, Italija);